# Vik (commune de Simrishamn)
Vik est une localité de Suède dans la commune de Simrishamn en Scanie.
Sa population était de 344 habitants en 2019.